# Наклон оси вращения

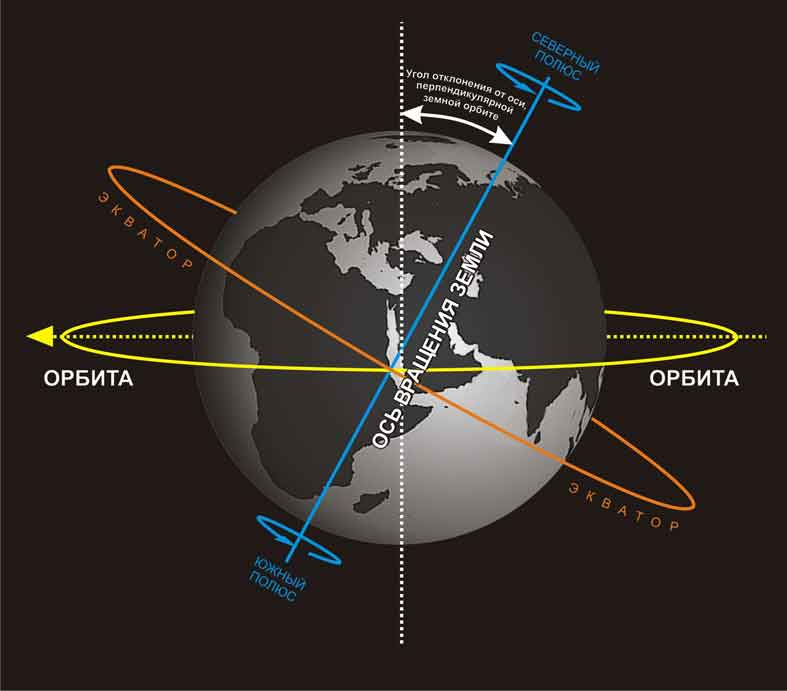
Наклон оси вращения Земли составляет около 23,44°. Вращение при взгляде с северной стороны происходит против часовой стрелки

Накло́н о́си враще́ния — угол отклонения оси вращения небесного тела от перпендикуляра к плоскости его орбиты. Другими словами — угол между плоскостями экватора небесного тела и его орбиты.

## Методы определения

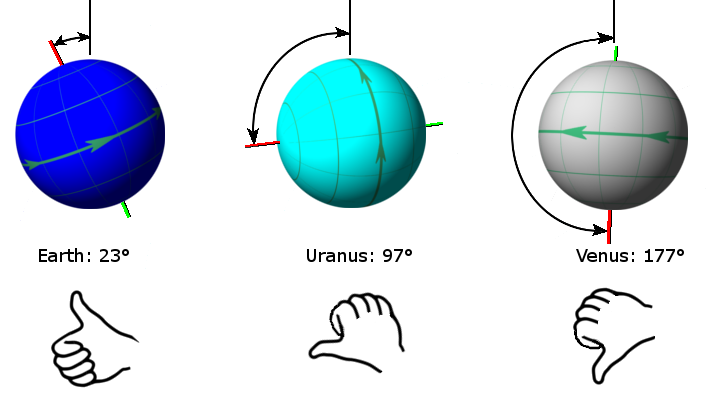
Применение правила буравчика для определения положительного полюса планеты.
Если пальцы правой руки согнуты в направлении вращения, то большой палец укажет положительный полюс (выделен красной линией). Тогда наклон оси будет определён как угол между направлением этого полюса и перпендикуляром к плоскости орбиты. Для Земли, Урана и Венеры эти углы составят около 23°, 97° и 177° соответственно

Международный астрономический союз установил два стандартных метода определения угла наклона.
Согласно первому из них за точку отсчета принимается северный полюс планеты. Он определяется как полюс, который лежит с той же стороны плоскости Лапласа, что и Северный полюс Земли. Согласно этому методу Венера имеет угол наклона 3° и вращается ретроградно.
Второй метод использует правило буравчика (правило правой руки) для определения положительного полюса, принимаемого за точку отсчета. В этом случае Венера наклонена на 177° (расположена «вверх ногами»).

## Земля

Соотношение наклона оси вращения Земли с положением тропиков (северного и южного) и полярных кругов

Наклон оси вращения Земли является основной причиной сезонных климатических изменений (смены времен года).

## Наклон оси вращения важнейших небесных тел
| Тело     | Наклон оси (°)                 |
| -------- | ------------------------------ |
| Солнце   | ~7,25                          |
| Меркурий | ~0,01                          |
| Венера   | 177,36 (или 2,64 ретроградно)  |
| Земля    | 23°26′14″                      |
| Луна     | 1,5424                         |
| Марс     | 25,19                          |
| Юпитер   | 3,13                           |
| Сатурн   | 26,73                          |
| Уран     | 97,77 (или 82,23 ретроградно)  |
| Нептун   | 28,32                          |
| Плутон   | 119,61 (или 60,39 ретроградно) |
| Церера   | ~4                             |
| Паллада  | ~84                            |